# William Van Horn
William Van Horn (nacido el 15 de febrero de 1939), fue un dibujante gráfico de Disney desde 1988 hasta 1998.
Gran parte de su trabajo lo ha desempeñado dibujando historias de Pato Donald y Rico McPato.
Durante los primeros años de su carrera como artista de Disney trabajó con John Lusting. En 1994 ayudó a Carl Barks a hacer una historia titulada "Horsing around with History". Van Horn continúa creando historietas para diferentes países.
Su hijo también es un artista que trabajó para The Walt Disney Company.
- Datos: Q24234